# Roxas (Capiz)
Roxas è una città componente delle Filippine, capoluogo della Provincia di Capiz, nella Regione del Visayas Occidentale.
Roxas è formata da 47 baranggay:
- Adlawan
- Bago
- Balijuagan
- Banica
- Barra
- Bato
- Baybay
- Bolo
- Cabugao
- Cagay
- Cogon
- Culajao
- Culasi
- Dayao
- Dinginan
- Dumolog
- Gabu-an
- Inzo Arnaldo Village (Cadimahan)
- Jumaguicjic
- Lanot
- Lawa-an
- Liong
- Libas
- Loctugan
- Lonoy
- Milibili
- Mongpong
- Olotayan
- Poblacion I (Barangay I)
- Poblacion II (Barangay II)
- Poblacion III (Barangay III)
- Poblacion IV (Barangay IV)
- Poblacion V (Barangay V)
- Poblacion VI (Barangay VI)
- Poblacion VII (Barangay VII)
- Poblacion VIII (Barangay VIII)
- Poblacion IX (Barangay IX)
- Poblacion X (Barangay X)
- Poblacion XI (Barangay XI)
- Punta Cogon
- Punta Tabuc
- San Jose
- Sibaguan
- Talon
- Tanque
- Tanza
- Tiza